# 瓦古倫喬山 (帕瑙區-蒂克拉卡揚)
10°28′46″S 75°59′09″W / 10.47944°S 75.98583°W
瓦古倫喬山（Waqurunchu），是秘魯的山脈，位於該國中部瓦努科大區和帕斯科大區，由帕瑙區和蒂克拉卡揚區負責管轄，屬於安地斯山脈的一部分，海拔高度4,800米。